# OVER DRIVE (FANTASTICS from EXILE TRIBEの曲)
「OVER DRIVE」（オーバードライブ）は、FANTASTICS from EXILE TRIBEのデビューシングルである。2018年12月5日にrhythm zoneから発売された。

## 概要
FANTASTICSのメジャーデビュー作である。「CD+DVD」と「CD」の2形態で発売。
表題曲「OVER DRIVE」は、前年に開催していたFANTASTICSのボーカルオーディション「VOCAL BATTLE AUDITION 5」の3次審査課題曲だった。

## 収録曲

### CD
1. OVER DRIVE [4:14]
作詞：YVES & ADAMS、作曲：Henrik Nordenback・MoonChild・NAOKI・BIG-F
  - 日本テレビ系『スッキリ』12月テーマソング。
2. WHAT A WONDER [4:13]
作詞：Amon Hayashi、作曲：Ichiro Suezawa・Chris Golightly・Anthony Lee
3. OVER DRIVE -Instrumental-
4. WHAT A WONDER -Instrumental-
5. FANT-A-STEP -Special Bonus Track-
6. Shamblez -Special Bonus Track-

### DVD
※CD+DVDのみ
1. OVER DRIVE (MUSIC VIDEO)